# دبینها
دبینها (انگلیسی: Debinha؛ زادهٔ ۲۰ اکتبر ۱۹۹۱) بازیکن فوتبال اهل برزیل است.او در تیم‌های ملی فوتبال زنان برزیل بازی کرده‌است.